# Yidong Jingyingsuo (bondby i Kina, Heilongjiang Sheng, lat 47,78, long 129,03)
Yidong Jingyingsuo (kinesiska: 伊东经营所) är en bondby i Kina. Den ligger i provinsen Heilongjiang, i den nordöstra delen av landet, omkring 290 kilometer nordost om provinshuvudstaden Harbin. Antalet invånare är 534. Befolkningen består av 255 kvinnor och 279 män. Barn under 15 år utgör 3,0 %, vuxna 15-64 år 79 %, och äldre över 65 år 17,0 %.
Runt Yidong Jingyingsuo är det ganska glesbefolkat, med 40 invånare per kvadratkilometer. Närmaste större samhälle är Yichun, 13,2 km sydväst om Yidong Jingyingsuo. Omgivningarna runt Yidong Jingyingsuo är en mosaik av jordbruksmark och naturlig växtlighet.
Genomsnittlig årsnederbörd är 1 034 millimeter. Den regnigaste månaden är juli, med i genomsnitt 240 mm nederbörd, och den torraste är januari, med 10 mm nederbörd.